# 第4次安倍内閣 (第1次改造)
第4次安倍第1次改造内閣（だいよじ あべ だいいちじかいぞうないかく）は、衆議院議員、自由民主党総裁の安倍晋三が第98代内閣総理大臣に任命され、2018年（平成30年）10月2日から2019年（令和元年）9月11日まで続いた日本の内閣。
自由民主党と公明党による自公連立政権を形成した。
また、この内閣の期間中の2019年（令和元年）5月1日に天皇の退位等に関する皇室典範特例法に基づく明仁から徳仁への皇位継承があったため、平成と令和の両時代を跨ぐ内閣となった。一世一元の制の下では、第2次西園寺内閣（明治から大正へ改元）、第1次若槻内閣（大正から昭和へ改元）、竹下改造内閣（昭和から平成へ改元）に続いて、改元を経験した4度目の内閣となった。また、竹下改造内閣に続いて、元号法の下での改元を経験した2度目の内閣となった。
安倍晋三内閣総理大臣にとって、通算10回目の組閣であり、これによって、これまで最多だった大叔父・佐藤栄作の9回を上回り通算組閣回数最多を更新した。

## 内閣の顔ぶれ・人事
第4次安倍内閣（自公連立政権）の閣僚19名のうち、6名が留任した。初入閣は安倍内閣では最多の12名である。
安倍晋三総理大臣は先の自由民主党総裁選挙で石破茂を破り、三選を果たした後の会見でこう述べていた。
「しっかりとした土台の上で幅広く登用したい」
この発言のとおり主要閣僚である麻生太郎副総理兼財務大臣、菅義偉内閣官房長官、茂木敏充経済再生担当大臣、河野太郎外務大臣、世耕弘成経済産業大臣、公明党の石井啓一国土交通大臣が留任、第2次安倍内閣で復興大臣であった根本匠は厚生労働大臣での再入閣となった。内閣官房長官の菅義偉の強い推しで、吉川貴盛が農林水産大臣で初入閣。
初入閣の中では、自民党総裁選で安倍と戦った石破茂率いる石破派から山下貴司が当選3回ながら法務大臣として起用され、また、女性閣僚で唯一片山さつきが地方創生担当大臣などに起用された。
政権与党の自民党役員人事では二階俊博幹事長、岸田文雄政務調査会長も留任。前内閣で厚生労働大臣を務めた加藤勝信が竹下亘に代わって総務会長に就任した。
2019年4月11日に桜田義孝五輪相が不適切発言の責任を取り辞任。後任には桜田の前任の五輪相であった鈴木俊一が再登板し、この鈴木の入閣により、内閣総理大臣臨時代理就任順位は、鈴木が第4位に指定され、それまでの第4位であった河野太郎外務大臣が第5位となり、第5位であった根本匠厚生労働大臣は臨時代理予定者の指定からは除外された。
所属政党・出身:
  自由民主党（細田派）   自由民主党（岸田派）   自由民主党（竹下派）   自由民主党（麻生派）   自由民主党（二階派）
  自由民主党（石原派）   自由民主党（谷垣G）   自由民主党（石破派）   自由民主党（無派閥）   公明党 
  中央省庁・民間

### 国務大臣
2018年（平成30年）10月2日任命。
| 職名                                                                                       | 氏名       | 氏名 | 出身等                                        | 特命事項等                                                                                    | 備考                   |
| ------------------------------------------------------------------------------------------ | ---------- | ---- | --------------------------------------------- | --------------------------------------------------------------------------------------------- | ---------------------- |
| 内閣総理大臣                                                                               | 安倍晋三   |      | 衆議院 自由民主党 （細田派）                  |                                                                                               | 自由民主党総裁 留任    |
| 副総理 財務大臣 内閣府特命担当大臣 （金融）                                                | 麻生太郎   |      | 衆議院 自由民主党 （麻生派）                  | デフレ脱却担当 内閣総理大臣臨時代理 就任順位第1位（副総理）                                   | 留任                   |
| 総務大臣 内閣府特命担当大臣 （マイナンバー制度）                                           | 石田真敏   |      | 衆議院 自由民主党 （無派閥）                  |                                                                                               | 初入閣                 |
| 法務大臣                                                                                   | 山下貴司   |      | 衆議院 自由民主党 （石破派） （谷垣グループ） |                                                                                               | 初入閣                 |
| 外務大臣                                                                                   | 河野太郎   |      | 衆議院 自由民主党 （麻生派）                  | 内閣総理大臣臨時代理 就任順位第4位（2019年4月11日まで） 就任順位第5位（2019年4月11日以降）    | 留任                   |
| 文部科学大臣                                                                               | 柴山昌彦   |      | 衆議院 自由民主党 （細田派）                  | 教育再生担当 国立国会図書館連絡調整委員会委員                                                 | 初入閣                 |
| 厚生労働大臣                                                                               | 根本匠     |      | 衆議院 自由民主党 （岸田派）                  | 働き方改革担当 内閣総理大臣臨時代理 就任順位第5位（2019年4月11日まで）                        | 再入閣                 |
| 農林水産大臣                                                                               | 吉川貴盛   |      | 衆議院 自由民主党 （二階派）                  |                                                                                               | 初入閣                 |
| 経済産業大臣 内閣府特命担当大臣 （原子力損害賠償・ 廃炉等支援機構）                        | 世耕弘成   |      | 参議院 自由民主党 （細田派）                  | 産業競争力担当 国際博覧会担当（2018年12月21日以降） ロシア経済分野協力担当 原子力経済被害担当 | 留任                   |
| 国土交通大臣                                                                               | 石井啓一   |      | 衆議院 公明党                                 | 水循環政策担当                                                                                | 留任                   |
| 環境大臣 内閣府特命担当大臣 （原子力防災）                                                 | 原田義昭   |      | 衆議院 自由民主党 （麻生派）                  |                                                                                               | 初入閣                 |
| 防衛大臣                                                                                   | 岩屋毅     |      | 衆議院 自由民主党 （麻生派）                  |                                                                                               | 初入閣                 |
| 内閣官房長官                                                                               | 菅義偉     |      | 衆議院 自由民主党 （菅グループ）              | 沖縄基地負担軽減担当 拉致問題担当 内閣総理大臣臨時代理 就任順位第2位                          | 留任                   |
| 復興大臣                                                                                   | 渡辺博道   |      | 衆議院 自由民主党 （竹下派）                  | 福島原発事故再生総括担当                                                                      | 初入閣                 |
| 国家公安委員会委員長 内閣府特命担当大臣 （防災）                                           | 山本順三   |      | 参議院 自由民主党 （細田派）                  | 国土強靭化担当                                                                                | 初入閣                 |
| 内閣府特命担当大臣 （沖縄及び北方対策） （消費者及び食品安全） （少子化対策） （海洋政策） | 宮腰光寛   |      | 衆議院 自由民主党 （岸田派）                  | 一億総活躍担当 行政改革担当 国家公務員制度担当 領土問題担当                                   | 初入閣                 |
| 内閣府特命担当大臣 （クールジャパン戦略） （知的財産戦略） （科学技術政策） （宇宙政策）   | 平井卓也   |      | 衆議院 自由民主党 （岸田派）                  | 情報通信技術（IT）政策担当                                                                    | 初入閣                 |
| 内閣府特命担当大臣 （経済財政政策）                                                        | 茂木敏充   |      | 衆議院 自由民主党 （竹下派）                  | 経済再生担当 全世代型社会保障改革担当 内閣総理大臣臨時代理 就任順位第3位                      | 留任                   |
| 内閣府特命担当大臣 （地方創生） （規制改革） （男女共同参画）                              | 片山さつき |      | 参議院 自由民主党 （二階派）                  | まち・ひと・しごと創生担当 女性活躍担当                                                       | 初入閣                 |
| 国務大臣                                                                                   | 桜田義孝   |      | 衆議院 自由民主党 （二階派）                  | 東京オリンピック・パラリンピック 競技大会担当                                                 | 初入閣 2019年4月11日免 |
| 国務大臣                                                                                   | 鈴木俊一   |      | 衆議院 自由民主党 （麻生派）                  | 東京オリンピック・パラリンピック 競技大会担当 内閣総理大臣臨時代理 就任順位第4位              | 再入閣 2019年4月11日任 |

### 内閣官房副長官、内閣法制局長官
2018年（平成30年）10月2日任命。
| 職名           | 氏名       | 出身等                       | 備考               |
| -------------- | ---------- | ---------------------------- | ------------------ |
| 内閣官房副長官 | 西村康稔   | 衆議院／自由民主党（細田派） | 留任               |
| 内閣官房副長官 | 野上浩太郎 | 参議院／自由民主党（細田派） | 留任               |
| 内閣官房副長官 | 杉田和博   | 元内閣危機管理監（警察庁）   | 内閣人事局長／留任 |
| 内閣法制局長官 | 横畠裕介   | 元内閣法制次長（検察庁）     | 留任               |

### 副大臣
2018年（平成30年）10月4日任命。
| 職名           | 氏名       | 出身等                             | 備考                                       |
| -------------- | ---------- | ---------------------------------- | ------------------------------------------ |
| 復興副大臣     | 橘慶一郎   | 衆議院／自由民主党（無派閥）       |                                            |
| 復興副大臣     | 浜田昌良   | 参議院／公明党                     | 留任                                       |
| 復興副大臣     | 塚田一郎   | 参議院／自由民主党（麻生派）       | 内閣府、国土交通副大臣兼任／2019年4月5日免 |
| 復興副大臣     | 牧野京夫   | 参議院／自由民主党（竹下派）       | 内閣府、国土交通副大臣兼任／2019年4月5日任 |
| 内閣府副大臣   | 左藤章     | 衆議院／自由民主党（岸田派）       |                                            |
| 内閣府副大臣   | 田中良生   | 衆議院／自由民主党（無派閥）       | 留任                                       |
| 内閣府副大臣   | 中根一幸   | 衆議院／自由民主党（細田派）       | 横滑り                                     |
| 内閣府副大臣   | 佐藤ゆかり | 衆議院／自由民主党（二階派）       | 総務副大臣兼任                             |
| 内閣府副大臣   | 浮島智子   | 衆議院／公明党                     | 文部科学副大臣兼任                         |
| 内閣府副大臣   | 磯崎仁彦   | 参議院／自由民主党（岸田派）       | 経済産業副大臣兼任                         |
| 内閣府副大臣   | 塚田一郎   | 参議院／自由民主党（麻生派）       | 復興、国土交通副大臣兼任／2019年4月5日免   |
| 内閣府副大臣   | 牧野京夫   | 参議院／自由民主党（竹下派）       | 復興、国土交通副大臣兼任／2019年4月5日任   |
| 内閣府副大臣   | 秋元司     | 衆議院／自由民主党（二階派）       | 環境副大臣兼任／留任                       |
| 内閣府副大臣   | 原田憲治   | 衆議院／自由民主党（竹下派）       | 防衛副大臣兼任                             |
| 総務副大臣     | 鈴木淳司   | 衆議院／自由民主党（細田派）       |                                            |
| 総務副大臣     | 佐藤ゆかり | 衆議院／自由民主党（二階派）       | 内閣府副大臣兼任                           |
| 法務副大臣     | 平口洋     | 衆議院／自由民主党（竹下派）       |                                            |
| 外務副大臣     | 阿部俊子   | 衆議院／自由民主党（麻生派）       |                                            |
| 外務副大臣     | 佐藤正久   | 参議院／自由民主党（竹下派）       | 留任                                       |
| 財務副大臣     | 上野賢一郎 | 衆議院／自由民主党（石原派）       | 留任                                       |
| 財務副大臣     | 鈴木馨祐   | 衆議院／自由民主党（麻生派）       |                                            |
| 文部科学副大臣 | 永岡桂子   | 衆議院／自由民主党（麻生派）       |                                            |
| 文部科学副大臣 | 浮島智子   | 衆議院／公明党                     | 内閣府副大臣兼任                           |
| 厚生労働副大臣 | 大口善徳   | 衆議院／公明党                     |                                            |
| 厚生労働副大臣 | 髙階恵美子 | 参議院／自由民主党（細田派）       |                                            |
| 農林水産副大臣 | 小里泰弘   | 衆議院／自由民主党（谷垣グループ） |                                            |
| 農林水産副大臣 | 高鳥修一   | 衆議院／自由民主党（細田派）       |                                            |
| 経済産業副大臣 | 関芳弘     | 衆議院／自由民主党（細田派）       |                                            |
| 経済産業副大臣 | 磯崎仁彦   | 参議院／自由民主党（岸田派）       | 内閣府副大臣兼任                           |
| 国土交通副大臣 | 大塚高司   | 衆議院／自由民主党（竹下派）       |                                            |
| 国土交通副大臣 | 塚田一郎   | 参議院／自由民主党（麻生派）       | 復興、内閣府副大臣兼任／2019年4月5日免     |
| 国土交通副大臣 | 牧野京夫   | 参議院／自由民主党（竹下派）       | 復興、内閣府副大臣兼任／2019年4月5日任     |
| 環境副大臣     | 城内実     | 衆議院／自由民主党（無派閥）       |                                            |
| 環境副大臣     | 秋元司     | 衆議院／自由民主党（二階派）       | 内閣府副大臣兼任／横滑り                   |
| 防衛副大臣     | 原田憲治   | 衆議院／自由民主党（竹下派）       | 内閣府副大臣兼任                           |

### 大臣政務官
2018年（平成30年）10月4日任命。
| 職名               | 氏名         | 出身等                       | 備考                           |
| ------------------ | ------------ | ---------------------------- | ------------------------------ |
| 復興大臣政務官     | 安藤裕       | 衆議院／自由民主党（麻生派） | 内閣府大臣政務官兼任           |
| 復興大臣政務官     | 白須賀貴樹   | 衆議院／自由民主党（細田派） | 内閣府、文部科学大臣政務官兼任 |
| 復興大臣政務官     | 石川昭政     | 衆議院／自由民主党（無派閥） | 内閣府、経済産業大臣政務官兼任 |
| 内閣府大臣政務官   | 長尾敬       | 衆議院／自由民主党（細田派） |                                |
| 内閣府大臣政務官   | 舞立昇治     | 参議院／自由民主党（石破派） |                                |
| 内閣府大臣政務官   | 安藤裕       | 衆議院／自由民主党（麻生派） | 復興大臣政務官兼任             |
| 内閣府大臣政務官   | 古賀友一郎   | 参議院／自由民主党（岸田派） | 総務大臣政務官兼任             |
| 内閣府大臣政務官   | 白須賀貴樹   | 衆議院／自由民主党（細田派） | 復興、文部科学大臣政務官兼任   |
| 内閣府大臣政務官   | 石川昭政     | 衆議院／自由民主党（無派閥） | 復興、経済産業大臣政務官兼任   |
| 内閣府大臣政務官   | 阿達雅志     | 参議院／自由民主党（無派閥） | 国土交通大臣政務官兼任         |
| 内閣府大臣政務官   | 菅家一郎     | 衆議院／自由民主党（細田派） | 環境大臣政務官兼任             |
| 内閣府大臣政務官   | 山田宏       | 参議院／自由民主党（細田派） | 防衛大臣政務官兼任             |
| 総務大臣政務官     | 大西英男     | 衆議院／自由民主党（細田派） |                                |
| 総務大臣政務官     | 國重徹       | 衆議院／公明党               |                                |
| 総務大臣政務官     | 古賀友一郎   | 参議院／自由民主党（岸田派） | 内閣府大臣政務官兼任           |
| 法務大臣政務官     | 門山宏哲     | 衆議院／自由民主党（石破派） |                                |
| 外務大臣政務官     | 鈴木憲和     | 衆議院／自由民主党（竹下派） |                                |
| 外務大臣政務官     | 辻清人       | 衆議院／自由民主党（岸田派） |                                |
| 外務大臣政務官     | 山田賢司     | 衆議院／自由民主党（麻生派） |                                |
| 財務大臣政務官     | 伊佐進一     | 衆議院／公明党               |                                |
| 財務大臣政務官     | 渡辺美知太郎 | 参議院／無所属（麻生派）     | 2019年4月8日免                 |
| 財務大臣政務官     | 宮島喜文     | 参議院／自由民主党（細田派） | 2019年4月8日任                 |
| 文部科学大臣政務官 | 中村裕之     | 衆議院／自由民主党（麻生派） |                                |
| 文部科学大臣政務官 | 白須賀貴樹   | 衆議院／自由民主党（細田派） | 復興、内閣府大臣政務官兼任     |
| 厚生労働大臣政務官 | 上野宏史     | 衆議院／自由民主党（細田派） | 2019年8月28日免                |
| 厚生労働大臣政務官 | 新谷正義     | 衆議院／自由民主党（竹下派） |                                |
| 農林水産大臣政務官 | 濱村進       | 衆議院／公明党               |                                |
| 農林水産大臣政務官 | 高野光二郎   | 参議院／自由民主党（麻生派） |                                |
| 経済産業大臣政務官 | 滝波宏文     | 参議院／自由民主党（細田派） |                                |
| 経済産業大臣政務官 | 石川昭政     | 衆議院／自由民主党（無派閥） | 復興、内閣府大臣政務官兼任     |
| 国土交通大臣政務官 | 工藤彰三     | 衆議院／自由民主党（麻生派） |                                |
| 国土交通大臣政務官 | 田中英之     | 衆議院／自由民主党（無派閥） |                                |
| 国土交通大臣政務官 | 阿達雅志     | 参議院／自由民主党（無派閥） | 内閣府大臣政務官兼任           |
| 環境大臣政務官     | 勝俣孝明     | 衆議院／自由民主党（二階派） |                                |
| 環境大臣政務官     | 菅家一郎     | 衆議院／自由民主党（細田派） | 内閣府大臣政務官兼任           |
| 防衛大臣政務官     | 鈴木貴子     | 衆議院／自由民主党（竹下派） |                                |
| 防衛大臣政務官     | 山田宏       | 参議院／自由民主党（細田派） | 内閣府大臣政務官兼任           |

### 内閣総理大臣補佐官
2018年（平成30年）10月2日任命。
| 職名 | 氏名       | 所属等                       | 備考             |
| --- | ---------- | ---------------------------- | ---------------- |
| 内閣総理大臣補佐官 （ふるさとづくりの推進及び農林水産物の輸出振興担当）                                                              | 江藤拓     | 衆議院／自由民主党（無派閥） |                  |
| 内閣総理大臣補佐官 （国家安全保障に関する重要政策担当）                                                                              | 薗浦健太郎 | 衆議院／自由民主党（麻生派） | 留任             |
| 内閣総理大臣補佐官 （教育再生、少子化、その他国政の重要課題担当）                                                                    | 衛藤晟一   | 参議院／自由民主党（二階派） | 留任             |
| 内閣総理大臣補佐官 （国土強靭化及び復興等の社会資本整備、地方創生、 健康・医療に関する成長戦略並びに科学技術イノベーション政策担当） | 和泉洋人   | 民間（国土交通省）           | 留任             |
| 内閣総理大臣補佐官 （政策企画担当）                                                                                                  | 長谷川榮一 | 民間（経済産業省）           | 内閣広報官／留任 |

## 勢力早見表
※ 内閣発足当初（前内閣の事務引継は除く）。
※ 内閣官房副長官（政務）は副大臣に含む。
※ 太字はいわゆる自民党五役。
※ 谷垣グループの所属議員は、他派閥と掛け持ちしている議員を含め衆参25名。
※ 無所属で自民党会派に所属する井上義行（細田派）、渡辺美知太郎（麻生派）を含む。
※ 慣例により形式的に派閥から離脱中の総理大臣、衆参議長、党幹部は派閥所属議員に含む。
| 名称   | 勢力 | 国務大臣 | 副大臣 | 政務官 | 補佐官 | その他                                                                     |
| ------ | ---- | -------- | ------ | ------ | ------ | -------------------------------------------------------------------------- |
| 細田派 | 99   | 4        | 7      | 9      | 0      | 参議院議長、総裁、参議院議員会長、幹事長代行 国務大臣のべ6、政務官のべ11   |
| 麻生派 | 61   | 4        | 4      | 6      | 1      | 衆議院議長、選挙対策委員長 国務大臣のべ6、副大臣・副長官のべ6、政務官のべ7 |
| 竹下派 | 55   | 2        | 4      | 3      | 0      | 総務会長、参議院幹事長 副大臣・副長官のべ5                                 |
| 公明党 | 54   | 1        | 3      | 3      | 0      | 副大臣・副長官のべ4                                                        |
| 無派閥 | 52   | 2        | 3      | 3      | 1      | 国務大臣のべ3、政務官のべ6                                                 |
| 岸田派 | 48   | 3        | 2      | 2      | 0      | 政務調査会長 国務大臣のべ9、副大臣・副長官のべ3、政務官のべ3               |
| 二階派 | 44   | 3        | 2      | 1      | 1      | 幹事長 国務大臣のべ5、副大臣・副長官のべ4                                  |
| 石破派 | 20   | 1        | 0      | 2      | 0      |                                                                            |
| 谷垣G  | 18   | 0        | 1      | 0      | 0      |                                                                            |
| 石原派 | 12   | 0        | 1      | 0      | 0      | 国会対策委員長                                                             |
| 民間   | -    | 0        | 0      | 0      | 2      |                                                                            |
| -      | 463  | 20       | 27     | 29     | 5      | 国務大臣のべ33、副大臣・副長官のべ34、政務官のべ36                         |

## 内閣の動き

### 内閣改造
安倍首相は内閣改造当日の首相官邸での記者会見で、「全世代型社会保障改革担当大臣（茂木敏充）を新設し、『生涯現役社会』の実現を今後3年間で目指す」とした。そして、「明日の時代を切り拓くための全員野球内閣だ」と強調した。また、北朝鮮による日本人拉致問題について「内閣の総力を結集して早期解決を成し遂げる」と強調した。また、最近の異常気象などを踏まえ、「防災・減災と国土強靱化のための緊急対策を3年間で実施する」と改めて表明し、同日夜の初閣議で平成30年度補正予算案編成を指示した。

### 約200年ぶりの退位（譲位）による皇位継承・「平成」から「令和」への改元
第3次安倍第2次改造内閣時の2017年（平成29年）6月16日に公布された天皇の退位等に関する皇室典範特例法の施行により2019年（平成31年）4月30日に第125代天皇明仁が退位し上皇となり平成時代が終わりを迎え、翌2019年（令和元年）5月1日に皇太子徳仁親王が第126代天皇（今上天皇）に即位し「令和元年」が始まった（明仁から徳仁への皇位継承）。皇室史上では光格天皇以来202年ぶりの譲位による皇位継承が行われた。
また日本史上最初の元号である「大化」から数えて248番目の元号となった「令和」はそれまで従来の中国古典からではなく日本の国書である「万葉集」を典拠とした。さらに、改元施行の1ヶ月前である4月1日に同日の政令公布により事前公表された。
そして2019年5月1日に平成から令和への改元が行われ、平成と令和の二つの時代をまたぐ内閣となった。憲政史上かつ、一世一元の制および元号法の下での改元がなされる二つの元号をまたぐ4回目の内閣ともなった。

### 参院選
令和時代となり初の国政選挙ともなる第25回参議院議員通常選挙が実施された。公示日は2019年（令和元年）7月4日、投開票日は7月21日。
また、これに合わせて衆議院を解散し、衆参同日選挙を行う可能性が指摘されていたが、安倍首相はこれを否定し、行われることはなかった。
主な争点は、同年10月に実施が予定されている「消費税の8%から10%への増税」の是非、働き方改革やアベノミクスというこれまでの安倍政権による経済財政政策の是非、金融庁報告書による「老後資金2000万円問題」などで浮彫りになった年金、社会保障問題、憲法改正論議（主に第9条に自衛隊を明記するかなど）での改憲勢力の3分の2の議席獲得などになるとされた。